# Акмангитська волость
Акмангитська волость — історична адміністративно-територіальна одиниця Аккерманського повіту Бессарабської губернії.
Станом на 1886 рік складалася з 2 поселень, 2 сільських громад. Населення — 3449 осіб (1773 чоловічої статі та 1676 — жіночої), 644 дворових господарства.
|                     | Площа, десятин | У тому числі орної, дес. |
| ------------------- | -------------- | ------------------------ |
| Сільських громад    | 14330          | 7953                     |
| Приватної власності | 480            | 41                       |
| Казенної власності  | —              | —                        |
| Іншої власності     | 200            | 177                      |
| Загалом             | 15010          | 8171                     |

Поселення волості:
- Акмангит — село при річці Сарата, 2241 особа, 432 двори, 2 православні церкви, школа, 2 лавки, базари по п'ятницях.
- Михайлівка — село при річці Сарата, 1208 осіб, 212 дворів, православна церква, школа.